# روبرت هيتون رودس
السير روبرت هيتون رودس الحاصل على الوسام الملكي الفيكتوري (27 فبراير 1861 - 30 يوليو 1956) كان سياسيًا ومحاميًا نيوزيلنديًا. حاز على رتبة الإمبراطورية البريطانية، بالإضافة إلى وسام القديس يوحنا.

## نشأته
وُلد رودس في بوراو بشبه جزيرة بانكس، وهو ابن مربي أغنام وسياسي يُدعى روبرت هيتون رودس. سافر إلى إنجلترا ليلتحق بمدرسة كاتدرائية هيريفورد، ثم درس في كلية براسينوز بجامعة أكسفورد، وتخرج منها عام 1884. استقال من نقابة المحامين عام 1887.
ثم عاد إلى نيوزيلندا، وانضم إلى لواء البنادق المُجهزة نيوزيلندا، وخدم في حرب البوير الثانية عام 1902 مع الوحدة النيوزيلندية الثامنة. ثم تولى قيادة فوج البنادق المُجهزة الأول في القوة الإقليمية النيوزيلندية. بعد تقاعده، عُيّن عقيدًا فخريًا في فوج البنادق المُجهزة الأول.

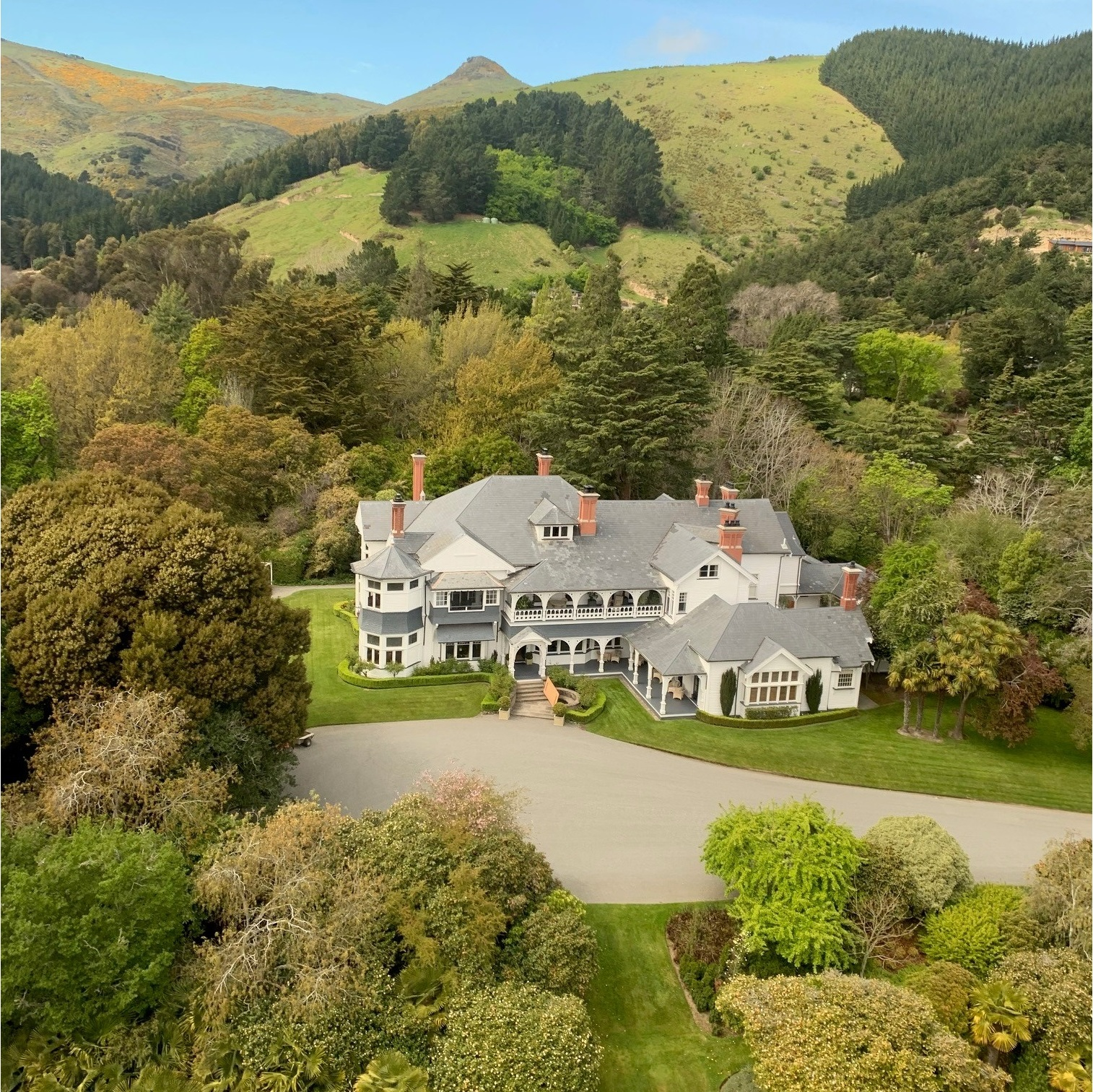
منظر جوي لنزل أوتاهونا

مثّل رودس دائرة إليسمير في مجلس نواب نيوزيلندا من عام 1899 إلى عام 1925، وانضم خلال تلك الفترة إلى حزب الإصلاح. أحيل على التقاعد عام 1925، وعُيّن عضوًا في المجلس التشريعي، واستمر فيهِ حتى عام 1941، مع انقطاع قصير بين عامي 1932 و1934.
شغل منصب المدير العام للبريد ووزير الصحة العامة والمستشفيات والمنتجعات السياحية في مجلس الوزراء من عام 1912 إلى عام 1915، ثم عُيّن مفوضًا خاصًا في مصر والجليل لتقديم تقرير عن أوضاع القوات النيوزيلندية العاملة هناك. في عام 1916، انتقل إلى أوروبا كمفوض للصليب الأحمر النيوزيلندي.
في عام 1920، عاد رودس إلى نيوزيلندا وعُيّن وزيرًا للدفاع. وفي عام 1922، عُيّن أيضًا مفوضًا للغابات الحكومية، وشغل المنصبين حتى عام 1926. ومن عام 1926 إلى عام 1928، كان رودس نائبًا لرئيس المجلس التشريعي ووزيرًا بلا حقيبة. وفي عام 1927، كان وزيرًا مرافقًا لدوق ودوقة يورك في زيارتهما إلى نيوزيلندا. وكان نائبًا لرئيس رابطة فيكتوريا لصداقة الكومنولث في كانتربري في عقد الثلاثينيات من القرن العشرين.
قام بتربية الماشية الأصيلة في أوتاهونا، تاي تابو، حيث قام أيضًا بزراعة زهور النرجس.

## هواية جمع الطوابع
كان رودس هاوي طوابع متمرسًا. كانت لديهِ مجموعة كبيرة من طوابع البريد النيوزيلندية ذات رأس شالون. كان رئيسًا للجمعية الملكية لهواة الطوابع في نيوزيلندا، ووقع على قائمة هواة جمع الطوابع المتميزين عام 1949.

## التكريم
بسبب دوره كمفوض للصليب الأحمر النيوزيلندي، تم تعيين رودس قائدًا فارسًا لوسام الإمبراطورية البريطانية (KBE) في حفل تكريم رأس السنة الجديدة عام 1920. بسبب دوره في التعامل مع دوق ودوقة يورك، تم تعيينه قائدًا فارسًا لوسام فيكتوريا الملكي (KCVO) في يوليو 1927. حصل على ميدالية اليوبيل الفضي للملك جورج الخامس عام 1935.
- رتبة الإمبراطورية البريطانية (Great Britain)
- وسام جوقة الشرف (France)

## اقرأ أيضاً
- Commemoration service in connection with the unveiling of a memorial tablet by Colonel, the Hon. Sir R. Heaton Rhodes ... in the Tai Tapu Methodist Church on Sunday, 14th April, 1940 at 3 p.m.، Christchurch, [N.Z.]: Bascands، 1940
- Rice، Geoffrey W. (2001)، The annotated biography of the Hon. Sir R. Heaton Rhodes (1861-1956): K.B.E., K.C.V.O., M.L.C., T.D., M.A., Chevalier, Legion d'Honneur (France), Knight Commander & Bailiff Grand Cross for the Venerable Order of St. John، Christchurch, N.Z.: Hawthorne Press، ISBN:0-473-07937-2
- Rice، Geoffrey W. (2001)، Heaton Rhodes of Otahuna: the illustrated biography، Christchurch, [N.Z.]: Canterbury University Press، ISBN:1-877257-03-6
- Rice، Geoffrey W. (2008)، Heaton Rhodes of Otahuna: the illustrated biography (ط. 2nd)، Christchurch, [N.Z.]: Canterbury University Press، ISBN:978-1-877257-65-0
- Taylor، Clyde R. H. (1929)، The Gothic beauties and history of the Canterbury provincial buildings، Christchurch, N.Z.: Simpson & Williams A Preface by Rhodes appears in this and subsequent 2nd, 1941 (published by Canterbury Provincial Buildings Board); and 3rd, 1950 - same publisher as 2nd editions of this volume.